# Derby dell'Etruria
Il derby dell'Etruria è la definizione colloquiale sotto cui ricade ogni incontro calcistico che vede contrapposte le formazioni dell'Arezzo e del Perugia.
Pur non essendo un derby nel senso stretto del termine, costituisce una delle maggiori rivalità sportive dei rispettivi club, per via della relativa vicinanza delle due città – le quali, nonostante l'odierna appartenenza a due diverse regioni, in passato ricadevano entrambe sotto lo storico territorio dell'epoca augustea. Comunemente chiamato anche derby umbro-toscano, è segnato da un antagonismo molto sentito da ambedue le parti, nato nel 1975 per ragioni prettamente sportive.

## Storia
Dalla metà degli anni 1970 ogni sfida calcistica tra Arezzo e Perugia è intesa come un derby a causa d'una rivalità sorta per motivi unicamente calcistici – dato che precedentemente c'erano perfino buoni rapporti tra le due tifoserie. Questa affonda le radici nella sfida dell'11 maggio 1975, quando entrambe le formazioni militavano in Serie B.
Nella stagione precedente il presidente aretino Montaini contribuì a evitare ai perugini una possibile retrocessione a tavolino, testimoniando a favore della società biancorossa per scagionarla dall'accusa di tentativo d'illecito in cui era finita quando, nell'ultima giornata del campionato cadetto 1973-1974, fu ritrovata a Parma una valigetta contenente venti milioni di lire: quei soldi, secondo l'accusa del giudice sportivo, sarebbero serviti ai grifoni per "comprare" la partita contro il Parma, che gli umbri, in piena lotta salvezza, vinsero, risultato decisivo per la loro permanenza in B. Montaini dichiarò di trovarsi quel giorno lui stesso a pranzo col presunto intermediario biancorosso, e che quindi quei soldi erano del tutto estranei alla gara di Parma. Tutto ciò evitò al Perugia possibili conseguenze penali.

L'attaccante perugino Scarpa (n. 7) colpisce di testa verso il portiere aretino Alessandrelli (a sinistra) nella sfida del 17 marzo 1974.

Nel torneo di Serie B 1974-1975 le due squadre si ritrovarono quindi nuovamente nella stessa categoria. A fine campionato era in programma Perugia-Arezzo allo stadio Santa Giuliana del capoluogo umbro: in quell'11 maggio i padroni di casa erano lanciati verso la prima promozione in Serie A della loro storia, mentre gli ospiti avevano bisogno di almeno un punto per potersi salvare da un'incombente caduta in Serie C1; la partita finì 3-2 per i biancorossi, dopo che gli amaranto erano passati due volte in vantaggio, risultato che decretò di fatto la promozione degli umbri e la retrocessione dei toscani. Da quell'incontro scaturì un'incomprensione che divise per sempre le due città, dato che gli aretini chiedevano una sorta di restituzione del "favore" dell'anno precedente, mentre i perugini inseguirono il sogno della massima serie, scatenando una coda di polemiche senza fine.
Si dovrà aspettare otto anni prima di rivedere di fronte i due club, nella stagione cadetta del 1982-1983, e quando ciò avvenne nulla fu più come prima, tra rancori e sete di "vendetta". Nella Serie B 1985-1986 i ruoli s'invertirono: il 15 giugno allo stadio Renato Curi di Perugia, quando le squadre si affrontarono nell'ultima giornata di campionato, stavolta erano gli umbri ad aver bisogno di vincere per sperare nella permanenza in cadetteria, ma i gol di Ugolotti e Facchini diedero la vittoria ai toscani nonostante non fossero più in corsa per nessun obiettivo, condannando il Perugia alla retrocessione. Nell'estate di quella stessa annata, i biancorossi vennero poi ulteriormente declassati in Serie C2 per il loro coinvolgimento nello scandalo del Totonero-bis.
Le compagini si ritrovarono nella Serie C1 1990-1991 prima di una lunga pausa durata quattordici anni, fino al campionato di Serie B 2004-2005 in cui il Perugia tornava dopo una discreta presenza in Serie A. Questa volta il derby fu appannaggio dei biancorossi che vinsero sia l'andata sia il ritorno; la vittoria ad Arezzo avvenne peraltro proprio il giorno dell'inaugurazione della nuova curva Sud degli ultras amaranto (intitolata allo scomparso calciatore aretino Minghelli). In quell'occasione tutta la città toscana venne letteralmente blindata come se si trattasse di una partita di massima serie, dato l'alto pericolo di scontri tra i tifosi delle due fazioni.
Nell'estate del 2010 entrambe le società fallirono e si ritrovarono a dover ricominciare dalla massima categoria dilettantistica, assieme, nel girone E della Serie D 2010-2011. Nella partita di andata in Toscana il Perugia vinse di nuovo, dopo quella del 2004, per 0-1. A fine stagione i biancorossi tornarono subito tra i professionisti vincendo il campionato, mentre l'Arezzo rimase bloccato nei dilettanti. L'ultima sfida rimane la partita di ritorno di quel torneo, giocata in Umbria il 13 marzo 2011 e finita 1-1.

## Risultati
I risultati di tutti gli incontri tra i due club, a partire dalla nascita della rivalità nel 1975, sono i seguenti:
- Serie B 1982-1983

Arezzo-Perugia 1-1
Perugia-Arezzo 3-0
- Serie B 1983-1984

Perugia-Arezzo 1-1
Arezzo-Perugia 0-0
- Coppa Italia 1984-1985 (Gir. 8)

Arezzo-Perugia 1-0
- Serie B 1984-1985

Arezzo-Perugia 0-0
Perugia-Arezzo 0-0
- Serie B 1985-1986

Arezzo-Perugia 1-0
Perugia-Arezzo 0-2
- Serie C1 1990-1991 (Gir. B)

Arezzo-Perugia 0-0
Perugia-Arezzo 2-1
- Serie B 2004-2005

Arezzo-Perugia 1-2
Perugia-Arezzo 1-0
- Coppa Italia 2006-2007 (Primo turno)

Perugia-Arezzo 0-0 (3-4 dcr)
- Serie C1 2007-2008 (Gir. B)

Perugia-Arezzo 1-1
Arezzo-Perugia 1-0
- Lega Pro Prima Divisione 2008-2009 (Gir. B)

Perugia-Arezzo 1-0
Arezzo-Perugia 0-0
- Lega Pro Prima Divisione 2009-2010 (Gir. A)

Perugia-Arezzo 0-0
Arezzo-Perugia 1-1
- Serie D 2010-2011 (Gir. E)

Arezzo-Perugia 0-1
Perugia-Arezzo 1-1
con l'aggiunta di altri eventuali incontri nella Coppa Italia Serie C 1989-1990.

## Statistiche
|                   | Gare | Vittorie Perugia | Pareggi | Vittorie Arezzo | Gol Perugia | Gol Arezzo |
| ----------------- | ---- | ---------------- | ------- | --------------- | ----------- | ---------- |
| Serie B           | 10   | 3                | 5       | 2               | 8           | 6          |
| Serie C1          | 8    | 2                | 5       | 1               | 5           | 4          |
| Serie D           | 2    | 1                | 1       | 0               | 2           | 1          |
| Totale campionati | 20   | 6                | 11      | 3               | 15          | 11         |
| Coppa Italia      | 2    | 0                | 1       | 1               | 0           | 1          |
| Totale            | 22   | 6                | 12      | 4               | 15          | 12         |